# Fracție masică
Fracția masică (sau procentul masic) e un mod de exprimare a compozitiei unui component dintr-un amestec sau soluție, fiind raportul dintre masa componentului și masa totală din soluție. Se notează de obicei cu wi sau wA (notație recomandată de IUPAC) după cum e notat componentul. Prin amplificare cu 100 rezultă procentul masic al componentului.
{\displaystyle w_{i}\ {\stackrel {\mathrm {def} }{=}}\ {\frac {m_{i}}{m}}}
unde
{\displaystyle m=\sum _{i}m_{i}\,}

## Terminologie
Acest mod de exprimare a compoziției mai este denumit impropriu concentrație procentuală. Numele acesta neconform IUPAC este persistent mai ales in manualele de nivel elementar.
In domeniul aliajelor este folosit termenul titlu pentru continutul de metal mai ales nobil dintr-un aliaj pentru monede.

## Proprietăți
Este deci o mǎrime adimensională.
Suma fracțiilor masice ale componenților e egală cu 1, condiție de normare. Componentul pur are valoarea fracției masice egală cu 1.
{\displaystyle \sum _{i}w_{i}\ {\stackrel {\mathrm {def} }{=}}\ 1\,}
Este invariabilă cu temperatura raportul concentrației masice și al densității amestecului fiind constant la diferite temperaturi si egal fracției masice:
{\displaystyle w_{i}={\frac {\rho _{i}(T_{0})}{\rho (T_{0})}}={\frac {\rho _{i}(T)}{\rho (T)}}}
T0 temperatura de referință, T oarecare

## Mărimi înrudite

### Concentrația masică
Relația dintre concentrația masică și fracția masică a componentului i este redată de formula următoare unde rho e densitatea soluției.
{\displaystyle \rho _{i}=\rho \cdot w_{i}}

### Fracția molară
Relația dintre fracția masică și cea molară e dată de formula de mai jos, unde Mi e masa molară a componentului i iar M masa molară medie a amestecului.
{\displaystyle w_{i}=x_{i}\cdot {\frac {M_{i}}{M}}} sau
{\displaystyle w_{i}={\frac {x_{i}M_{i}}{\sum _{i}x_{i}M_{i}}}}

### Concentrația molară
{\displaystyle w_{i}={\frac {c_{i}M_{i}}{\rho }}}

### Molaritatea
{\displaystyle w=(1+(b\,M)^{-1})^{-1},\ b={\frac {w}{(1-w)M}},}